# Blues Delty
Blues Delty (ang. Delta blues) – jeden z najwcześniejszych, niemal archetypicznych gatunków muzyki bluesowej, część country bluesa i z szerszej perspektywy – folku amerykańskiego.

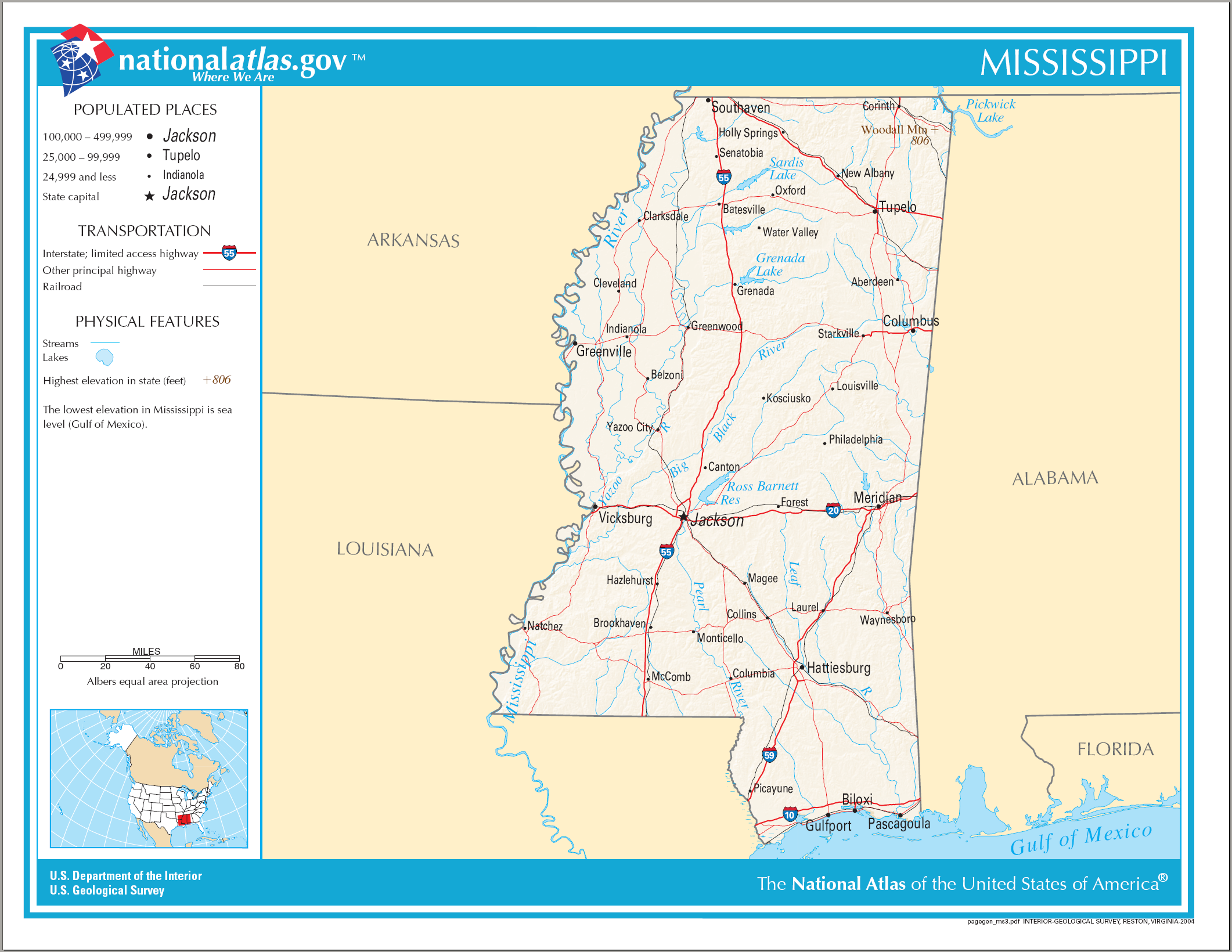
Główne miasta stanu Missisipi

## Geografia

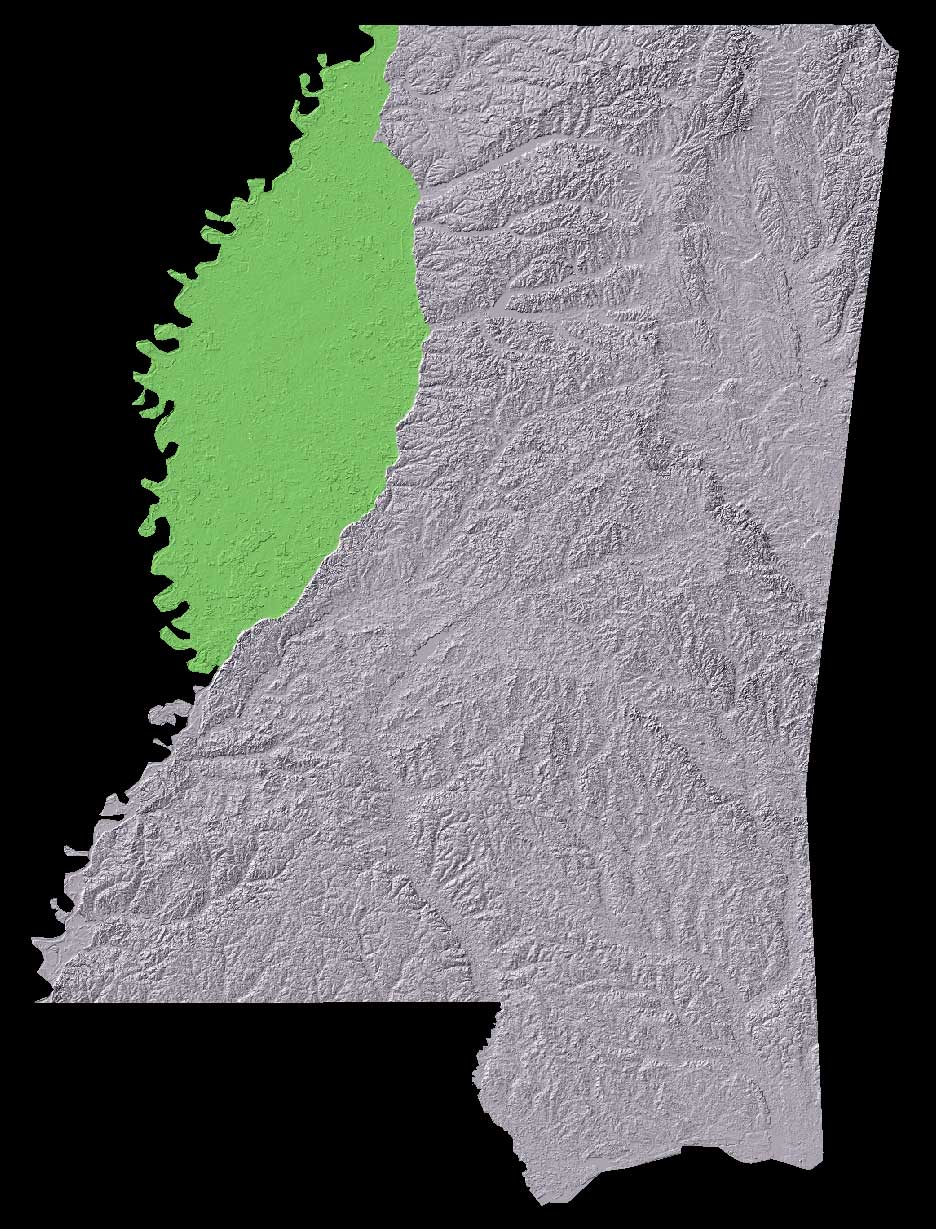
Obszar zwany Deltą

Wbrew powszechnym wyobrażeniom, blues Delty nie ma żadnego związku z deltą, czyli ujściem rzeki Missisipi. Ta niepoprawna nazwa jest zwyczajową nazwą używaną przez mieszkańców równinnej części stanu Missisipi, na której znajdowały się plantacje bawełny. Teren ten jest równiną ciągnącą się na długości ok. 200 mil od Memphis w stanie Tennessee na północy do Vicksburga w stanie Missisipi na południu, i od wschodu ograniczony jest rzeką Yazoo, a od zachodu rzeką Missisipi, jednak przekraczając ją wielokrotnie i wkraczając na teren stanu Arkansas. Najważniejszym miastem Delty jest Clarksdale założone w 1882 r. i liczące dziś ok. 20 tys. mieszkańców. Na parterze Carnegie Public Library (czyli biblioteki publicznej) mieści się Muzeum Bluesa Delty.
Blues Delty powstał prawdopodobnie na wzgórzach otaczających Deltę, leżących zarówno w stanie Missisipi, jak i w Arkansas. Nawet zanim Luizjana i Tennessee wykształciły swoje charakterystyczne odmiany bluesa, blues tam wykonywany także zaliczany był do bluesa Delty.

## Bluesman
Bluesmanem zostawał chłopak, który nie mógł pracować na plantacji, głównie z powodu kalectwa (najczęściej problemów ze wzrokiem), niechęci do pracy na polu lub oczywistego powołania. Mając do wyboru wyrzucenie poza nawias społeczności lub zostanie zawodowym muzykiem – zwykle (i to już w wieku kilku lat) zmierzano do profesjonalnego nagrywania.
Chłopcy zwykle konstruowali swój pierwszy instrument nazywany diddly bow, a będący po prostu drutem (lub np. grubą słomą) rozpiętym pionowo między dwoma gwoźdźmi wbitymi w ścianę domu, z kamieniem służącym jako mostek. Grano na nim różnymi metodami, ale w Missisipi używano w tym celu odciętej szyjki butelki, którą przesuwano po tej strunie, co dawało charakterystyczny ślizgowy dźwięk (do dziś wyraz bottleneck – szyjka od butelki – jest używany na określenie techniki gry). Następnie przyszły muzyk robił sobie sam gitarę z różnych pudeł, na której ćwiczył. Często już w wieku ok. 10 lat uciekał z domu i zostawał hobo, i – jeżeli nie był całkowicie niewidomy – służył jako przewodnik zawodowemu ślepemu bluesmanowi lub dołączał jako uczeń zbierający pieniądze (np. wiemy, że Leadbelly i T-Bone Walker praktykowali przy wielkim Lemonie Jeffersonie). Poznawał tym samym tajniki gry tych muzyków i często rozwijał styl mistrza, synkretyzując różne wpływy w swój własny i niepowtarzalny styl.
Czarni mieszkańcy stanu Missisipi byli najbardziej odciętą od zewnętrznego świata grupą ludności; mieli ograniczone możliwości przemieszczania się, rozwoju i w ogóle życia. Tutaj także była najmocniejsza granica między światem białych a światem czarnych ludzi i właśnie tu muzyka nosi mocne ślady tego odseparowania. Dlatego blues Delty, w przeciwieństwie do bluesa z Alabamy czy obu Karolin prawie nie wykazuje wpływów białego folku.
Rolę bluesmanów Delty porównuje się często z rolą, jaką w społeczeństwach afrykańskich odgrywali grioci, pieśniarze, którzy sławili przywódców, przekazywali genealogię bohaterów, kształtowali mity; pełnili więc funkcję historyków plemienia. Jednak jedyne podobieństwo bluesmanów Delty z griotami to to, że byli historykami lokalnych mitów. Nie tworzyli genealogii bohaterów i nie sławili żadnych przywódców społecznych, bo takich po prostu na Południu nie było (najwyżej przedstawiali konserwatywnych polityków partii demokratycznej pod postacią boll weevil, szkodnika, który przywędrował z Meksyku i niszczył plantacje bawełny). Jeśli kogokolwiek sławili, to najwyżej samych siebie (śpiewając o swoich podróżach i sukcesach z kobietami). Pokolenie takich bluesmanów jak Son House i Skip James często traktowało w swoich bluesach o śmierci i spirytualizmie – czasem było to wyraźnie związane z kultem voodoo (a nawet i hoodoo), a czasem wynikało z głębokiej wiary chrześcijańskiej. W jeszcze większym stopniu niż sam Son House był rozdarty między rytualną magią a chrześcijaństwem Robert Wilkins, który zanim został kapłanem Kościoła Boga w Chrystusie był zielarzem, a więc zajmował się również i magią.
Należy zwrócić uwagę na jeszcze jeden aspekt postaci bluesmana, zwłaszcza z Delty: bluesman był odrzucony przez wszystkich. Był odrzucany ze względu na kolor skóry przez białych, a ze względu na to, czym się zajmował i z powodu stylu życia jaki prowadził, został skazany na wieczne potępienie przez swoich czarnych braci.

## Blues Delty
Blues Delty był muzyką zaliczaną do amerykańskiego folku; powstał i był wykonywany na południu USA, w wiejskich regionach, przez stosunkowo niewielką grupę muzyków, należał do ustnej tradycji i stopniowo zanikał, gdyż funkcje jakie pełnił w społeczeństwie zostały przejęte przez różne formy muzyki popularnej.
Blues powstał w swoich pierwotnych formach najpewniej w drugiej połowie XIX w. Najstarszym elementem bluesa jest prawdopodobnie jego nastawienie emocjonalne i to do niego powoli i stopniowo dopasowywano formę muzyczną. Jednak przed 1900 r. był jeszcze bardzo mało znany.
W bluesie Delty odnajdujemy wpływy zarówno afrykańskie, jak i europejskie.
Do elementów afrykańskich należą
- styl wokalny
- linia melodyczna
- intensywny, emocjonalny ton
- rozpoczynanie zwrotki (frazy) w tonach wysokich i kończenie w tonach niskich
- skala melodyczna – heksatoniczna (sześciotonowa) lub pentatoniczna (pięciotonowa).
- używanie falsetu (wpływ arabski)
- niektóre elementy rytmiczne, rodzaj strojenia
  - kompleksowe interrytmiczne relacje w akompaniamencie
- unisonowe partie wokalne z gitarą slide

Do elementów europejskich należą
- gitara (jednak gitara została wprowadzona do Afryki przez Portugalczyków być może już w XV w. i Afrykanie według tego wzorca sami konstruowali instrumenty gitaropodobne: rabekin, ramakienjo, rampi, rabouquin lub ramki. Miały one trzy lub sześć strun).
- niektóre elementy rytmiczne, rodzaj strojenia
- mocne podkreślanie czterotaktowego rytmu (chociaż najstarsze bluesy mają bardziej płynną, otwartą rytmicznie formę).
- struktura harmoniczna – chyba najbardziej dogmatycznie zachowywany element bluesa: charakterystyczny układ akordów w strukturalnej relacji toniki, subdominanty i dominanty. Wśród bluesmenów panowało przekonanie, że jeśli utwór odchodzi zbyt daleko od tej progresji akordów, to przestaje być bluesem. Było to tak mocna podstawa, że nawet jeśli gitara była nastrojona na jakimś otwartym akordzie i czasami akompaniament nie przebiegał według wzorca, to wokalnie podkreślano tę strukturę.
- wiersz jest typowym angielskim jambicznym pięciostopowcem. Typowa bluesowa zwrotka liczy trzy wersy (podczas gdy pierwotna zwrotka pieśni pracy – work song – liczyła dwa wersy). Dokładnie nie wiadomo jak przebiegał tu rozwój. Być może, ponieważ blues był formą improwizowaną (oralna tradycja), zdublowanie pierwszego wersu dawało czas na zaimprowizowanie trzeciego. Jak łatwo zauważyć, partia wokalna kończyła się wcześniej niż partia instrumentalna; pozostałe takty były wykorzystywane na krótki improwizowany popis solowy.

Wpływy afrykańskie są trudniejsze do uchwycenia, gdyż od sprowadzania niewolników z Afryki upłynęły prawie dwa wieki.
Blues był muzyką graną do tańca w różnych domach uciech i rozrywek. Przybytek taki zwano juke-house. Słowo juke pochodzi z zachodniej Afryki (skąd głównie pochodzili niewolnicy), gdzie określało coś złego, niemoralnego, nierządnego. Później poszerzyło swoje znaczenie i odnosiło się nawet do tańczenia i zabawy aby w końcu utrwalić się w postaci juke-box, czyli szafy grającej. Niepisane prawo głosiło, że w ustronnym miejscu – a tam znajdowały się zwykle juke house’y – można było zabić każdego, pod warunkiem, że był to czarny i że nie był dobrym pracownikiem. Wtedy policja nie zajmowała się zbytnio takimi sprawami.
Styl bluesa Delty (termin synonimiczny z bluesem Missisipi) charakteryzuje się symbiotycznym wprost związkiem głosu z gitarą. Partia gitary ma taki sam udział w brzmieniu i nastroju typowego bluesa jak śpiew – a większy od tego, co dokładnie znaczą słowa.
Rola gitary w bluesie Delty została ukształtowana przez teksańskiego bluesmana Blind Lemona Jeffersona. Mimo jego wpływu blues Delty zachował kilka wyróżniających go cech, które uwidaczniają się jeśli np. zaczniemy go porównywać z bluesem teksańskim czy piedmonckim. Przede wszystkim bluesmani Delty śpiewali niższymi głosami (nie odnosi się to do Roberta Johnsona) i mieli tendencję do niezbyt wyraźnego przekazywania tekstu. Dlatego niektóre drobne partie tekstów nie zostały w pełni odczytane nawet do dzisiaj (chodzi głównie o poszczególne słowa). Dotyczy to nawet kilku bluesów Roberta Johnsona. Cechą wszystkich wokalistów bluesowych, niezależnie od stylu, było zaczynanie bluesa od tonów wysokich i kończenie zwrotki w dużo niższej tonacji. Partie gitarowe bluesmanów Delty były także mniej uczone, bardziej surowe i wykonywane były bardziej perkusyjnym stylem (typowym przykładem takiego perkusyjnego stylu gry może być Bukka White, zresztą kuzyn B.B. Kinga).
Bezpośrednia linia przekazu bluesa Delty przebiegała od Charleya Pattona, poprzez Roberta Johnsona (który połączył wszelkie style i wpływy), Sona House’a do takich bluesmanów jak Muddy Waters i Howlin’ Wolf. Miejski blues chicagowski jest właściwie zelektryfikowanym, rozwiniętym bluesem Delty. Sam blues Delty także się zelektryfikował (np. R.L. Burnside), ale tematycznie pozostał dalej bluesem wiejskim, gdy blues chicagowski jest w treści całkowicie miejski.

## Przedstawiciele
Do największych przedstawicieli bluesa Delty należą: Charley Patton, Robert Johnson, Son House, James Cotton, John Lee Hooker, David Honeyboy Edwards, Willie Brown, Ishman Bracey, Mississippi John Hurt, Skip James, Robert Lockwood Jr., Big Joe Williams, Mississippi Fred McDowell, Robert Petway, Isaiah Doc Ross, Muddy Waters, Bukka White.